# 朝鲜中央广播电台
朝鲜中央广播电台（朝鲜语：／）是朝鲜民主主义人民共和国的国家广播电台，该电台主要面向朝鲜国内广播，也通过短波对朝鲜国外进行广播，通过FM、中波和短波的方式进行播音。

## 历史
- 1945年8月26日，北纬38度线以北的广播信号被切断，京城中央放送局停止广播。
- 1945年10月，平壤放送局重新启用战前朝鲜放送协会留下的播出设备，开始以平壤放送局作为呼号播出朝鲜语广播。
- 1946年5月，平壤放送局改称为平壤中央放送局。
- 1947年3月16日，开始汉语广播，标志着对外广播的开始。
- 1948年2月，平壤中央放送局改称为北朝鮮中央放送局。
- 1948年11月，电台呼号改为朝鲜中央广播电台。
- 1955年4月，朝鲜中央广播电台开始有线广播。
- 1955年10月14日，开始对南朝鮮（韩国）广播。
- 1967年12月，朝鲜中央广播电台开始分为朝鲜中央广播电台1套和朝鲜中央广播电台2套两个频道。
- 1972年11月10日，朝鲜中央广播电台改组，朝鲜中央广播电台1套为朝鲜中央广播电台，朝鲜中央广播电台2套改称平壤广播电台，并且把平壤广播电台从朝鲜中央广播电台中分离出来。

## 广播内容
主要节目有新闻、音乐、劳动新闻评论、小说朗读、广播剧等。播音时间为平壤时间（UTC+9）早上5:00至翌日凌晨3:00。
在2000年，朝鲜中央广播电台播出的节目中34.2%的内容为歌頌金日成和金正日，28.8%的内容为鼓勵工人勤加工作，17.4%内容为宣傳主體思想，12%談及韩国（南朝鮮）人民的不良境遇。
电台开始播音前，先播放《金日成将军之歌》的开头部分的电子音版本（即广播开始曲），然后播放《爱国歌》，之后分别播放以男声呼喊的“我们光荣的祖国——朝鲜民主主义人民共和国万岁！”（영광스러운 우리 조국 조선민주주의인민공화국 만세!）和以女声呼喊的“我们人民一切胜利的组织者和向导者——光荣的朝鲜劳动党万岁！”（우리 인민의 모든 승리의 조직자이며 향도자인 영광스러운 조선로동당 만세!）的口号，之后播音员会向听众致以问候并宣读当天日期，然后播放演奏版《金日成将军之歌》和《金正日将军之歌》。最后播送当天节目预告。
与KBS、NHK等广播机构相似，朝鲜中央广播电台对内广播也是由各地放送局向朝鲜全境转播，部分放送局还会播出自办节目，自办节目播出时间为平壤时间每周三14:00-15:00。

## 广播频率
- 频率自2012年12月至现在

### 对国内广播
| 播音时间    | 播音频率 |
| 05:00-07:00 | 702，720，765，810，819，873，882，927，999，2350，2850，3220，3350，3920，3940，3960，6100，9665，11680kHz                   |
| 07:00-13:00 | 702，720，765，810，819，873，882，927，999，2350，2850，3220，3350，3480，3920，3940，3960，4450，4557，6100，9665，11680kHz |
| 13:00-17:00 | 702，720，765，810，819，873，882，927，999，2350，2850，3220，3350，3920，3940，3960，6100，9665，11680kHz                   |
| 17:00-17:30 | 702，720，765，810，819，873，882，927，999，2350，2850，3220，3350，3480，3920，3940，3960，4450，4557，6100，9665，11680kHz |
| 17:30-23:00 | 702，720，765，810，819，873，882，927，999，2350，2850，3220，3350，3480，3920，3940，3960，4450，4557，9665，11680kHz       |
| 23:00-00:00 | 702，720，765，810，819，873，882，927，999，2350，2850，3220，3350，3920，3940，3960，9665，11680kHz                         |
| 00:00-03:00 | 765，819，882，927，999，2350，2850，3220，3350，3920，3940，3960，6100，9665，11680kHz                                       |

- FM102.3MHz 开城地区
- FM93.8MHz 平壤地区
- MW873kHz的发射地点位于平安北道新义州市，发射功率250kW。
- SW3480kHz的发射地点位于江原道元山市，发射功率15kW。
- SW4450kHz的发射地点位于平壤市，发射功率15kW。
- SW4557kHz的发射地点位于黄海南道海州市，发射功率为50kW。
- SW11680kHz的发射地点位于慈江道江界市，发射功率为50kW。
- 3480、4450、4557kHz在2003年8月1日之前曾被救国之声广播电台（已停播）使用，在2003年8月15日开始转播朝鲜中央广播电台。
- 本台曾使用3970kHz，现已于2012年12月1日开始播送统一回声广播电台（已停播）节目。[2]
- 819kHz连同之前平壤广播电台（已停播）的657kHz，目前正进行DRM数字广播测试，节目名称为“朝鲜中央第2广播”（조선중앙제2라지오방송），不过暂无实际播出内容。

### 对国外广播
使用朝鲜之声广播电台的频率发射，但以“朝鲜中央广播电台”名义播出。
| 播音时间    | 播音频率                                                                                     |
| 02:00-03:00 | 7570，12015，13760，15245kHz（欧洲方向）；9435，11710kHz（北美方向）                         |
| 04:00-05:00 | 6170，9425，12015kHz（欧洲方向）；7210，11910kHz（非洲南部方向）；9875，11635kHz（中东方向） |
| 08:00-09:00 | 7235，9445，9875kHz（远东方向）；7570，12015，13760，15245kHz（欧洲方向）                    |
| 18:00-19:00 | 7220，9445kHz（远东方向）                                                                    |
| 21:00-22:00 | 6170，9335，11710，15180kHz（南美方向）；6185，9850，11735，13650kHz（东南亚方向）           |
| 23:00-00:00 | 6185，9850，11735，13650kHz（东南亚方向）                                                    |